# 危険な女神
「危険な女神」（きけんなめがみ）は、KATSUMIの2枚目のシングル。

## 解説
カップリング曲ともデビュー・アルバム『SHINING』に収録されていたが、発売後にCMタイアップが付きシングルカットされた。
併せてアルバムの方も、本作のジャケットに使われた写真のものに変更された。
本作より、ヘアスタイルがソバージュになった。

## 収録曲
作詞：渡辺克巳／編曲：武部聡志
1. 危険な女神
作曲：渡辺克巳
カメリアダイヤモンドCFイメージソング
2. Tonight Spend Together
作曲：都志見隆
三井農林住販テレビCFソング